# Лобова, Елена Всеволодовна
Елена Всеволодовна Лобова (1902 — 2000) — советский и российский учёный-почвовед-географ и картограф, доктор сельскохозяйственных наук (1959). Ведущий научный сотрудник Института агрохимии и почвоведения АН СССР. Лауреат Государственной премии СССР в области науки и техники (1987).

## Биография
Родилась 4 июля 1907 года в городе Орёл в семье казачьего офицера, хорунжего Оренбургского казачьего войска, погибший в 1914 году в период Первой мировой войны. Мать — учительница иностранных языков, старшая дочь священника, окончила Институт благородных девиц в Орле. Муж – И. П. Герасимов, дочь — М. И. Герасимова.
В 1934 году окончила географический факультет Ленинградского государственного университета. В 1929 году, еще будучи студенткой и ученицей С. С. Неуструева, она участвовала в
Казахстанской экспедиции АН СССР, проделав изнурительный верховой маршрут по Прикаспию и Устюрту, с тех пор степи и пустыни Казахстана и Средней Азии стали центром её научных интересов и исследований. Е. В. Лобова работала  совместно   с  выдающимися   почвоведами-докучаевцами: Л. И. Прасоловым, С. С. Неуструевым и Е. Н. Ивановой.
С 1934 года работала в Почвенного института имени В. В. Докучаева. В 1940 году защитила кандидатскую диссертацию по теме: «Почвы и земельные ресурсы Юго-Западной Туркмении». В 1956 году защитила докторскую диссертация по теме: «Почвы пустынной зоны».
С 1951 по 1953 годы Е. В. Лобовой были проведены почвенно-географические исследования, охватившие труднодоступные и малоизученные территории Западного Казахстана и юго-западной Туркмении, Кулундинскую равнину, Кызылкумы и Каракумы, Бетпак-Далу, вдоль Узбоя, дельты Амударьи, Теджена, Мургаба и Атрека. Полученный фактический материал, уникальный по своему объему и новизне, составил основу многих генетических построений, вскрывающих специфику сухостепного и пустынного почвообразования и выветривания.
Е. В. Лобовой принадлежит приоритет выделения нового типа серо-бурых почв — самого аридного звена в зональном спектре почв умеренного пояса. Ею в качестве ведущего автора и научного редактора составлены такие основополагающие произведения, как «Почвенная карта Азии» (м: 1:6 млн.), «Почвенная карта Казахстана» (м: 1:2,5 млн.), «Почвенная карта Туркменской ССР» (м: 1:1 млн.), «Почвенная карта Средней Азии» (м: 1:2.5 млн.), «Почвенная карта европейской части СССР» (м: 1:2,5 млн.). В 1958 году  «Почвенная карта СССР» (совместно с Н. Н. Розовым) (м: 1:4 млн.) была удостоена золотой медали на Международной выставке в Брюсселе.  Е. В. Лобова так же являлась автором восьми листов Государственной почвенной карты масштаба (м: 1:1 млн.). Итогом многолетних работ Е. В. Лобовой в аридных областях страны явилась фундаментальная работа «Почвы пустынной зоны СССР» (1960), изданная за рубежом (1967) и ставшая настольной книгой многих почвоведов мира.
С 1971 года Е. В. Лобова назначена — заведующей лабораторией картографии и географии почв Института агрохимии и почвоведения АН СССР.  Е. В. Лобова вела активную совместную работу по учёту почвенных ресурсов и проблемам мелиорации почв совместно с В. А. Ковдой и учёными южных республик СССР: Азербайджана, Армении, Грузии, Казахстана, Таджикистана, Туркмении и Узбекистана.
В 1975 году Е. В. Лобовой была опубликована «Почвенная карта мира» (м: 1:10 млн.), информационная насыщенность в совокупности с качеством этого картографического отображения делают это издание крупным достижением отечественной и мировой географии и картографии почв. Были подсчитаны «Площади почв мира по материкам» (1980), составлена карта аридности территорий мира (1977). В 1983 году Е. В. Лобовой, совместно с А. В. Хабаровым была опубликована монография «Природа Мира. Почвы», в которой нашли отражение её обширные и глубокие знания о геохимических и географических особенностях почв и почвенного покрова всего мира.
Е. В. Лобовой в 1982 году была опубликована книга «Почвоведение в Академии наук СССР. 1917–1980 гг.» с её большим очерком об истории Почвенного института имени В. В. Докучаева. В 1948 году Е. В. Лобова совместно с Н. Н. Розовым первыми были удостоены — Премии имени В. В. Докучаева АН СССР.  В 1987 году за цикл работ «Почвы мира: картография, генезис, ресурсы, освоение» Е. В. Лобова была удостоена Государственной премии СССР
С 1960 по 1964 годы помимо основной деятельности Е. В. Лобова была вице-президентом V Комиссии «География и картография почв» и Международного общества почвоведов, а также представляла СССР в Международном комитете по проекту ЮНЕСКО «Почвенная карта Мира»  . Е. В. Лобова опубликовала более 200 научных работ, в том числе 5 книг и 35 статей в журнале «Почвоведение».
Умерла 16 марта 2000 года в Москве.

## Награды
- Государственная премия СССР в области науки и техники (1987) — «за цикл работ «Почвы мира: картография, генезис, ресурсы, освоение» (1965—1985)»
- Премия имени В. В. Докучаева (АН СССР, 1948) — за работу «Почвенная карта Европейской части СССР»